# Kaká
Ricardo Izecson dos Santos Leite (Gama, Federaal District, 22 april 1982) – alias Kaká – is een Braziliaans voormalig profvoetballer die doorgaans als middenvelder speelde. Hij speelde voor São Paulo, AC Milan, Real Madrid en Orlando City. Kaká debuteerde in 2002 in het Braziliaans voetbalelftal, waarmee hij datzelfde jaar wereldkampioen werd en in 2005 en 2009 de Confederations Cup won. In 2007 werd hij uitgeroepen tot Wereldvoetballer van het Jaar en won hij met AC Milan de UEFA Champions League, de UEFA Super Cup en het FIFA-wereldkampioenschap voor clubs.

## Jeugd
Kaká groeide op in de Braziliaanse middenklasse. Zijn vader Forest Izecson Pereira Leite was ondernemer en zijn moeder Cristina dos Santos Leite een lerares. Hij werd geboren in Gama (Federaal District), maar verhuisde na een paar jaar naar het veel grotere São Paulo. Zijn jongere broer Digão was ook profvoetballer. Deze sprak als kind zijn broers voornaam Ricardo foutief uit als 'Caca', waar de voetbalnaam Kaká van afgeleid is.
Kaká ontsnapte tijdens zijn jeugd op het nippertje aan een totale verlamming van zijn lichaam. Hij dook in september 2000 in een ondiep zwembad en kwam hierbij ongelukkig op zijn nek terecht. Hij herstelde compleet en de voetballer ziet dit als een teken van God en is sindsdien een zeer gelovig evangelisch christen. Hij staat een deel van zijn inkomen als tiende af aan zijn kerk. Tijdens zijn herstel stelde Kaká elf doelstellingen voor zichzelf die hij inmiddels alle elf heeft bereikt; weer kunnen voetballen, een profcontract bij São Paulo, in het eerste elftal van São Paulo spelen, spelen voor het Braziliaans elftal van spelers onder 18 jaar, een basisplaats krijgen in het eerste van São Paulo, spelen op het jeugd-WK, uitgenodigd worden voor het A-elftal van Brazilië, spelen in het A-elftal van Brazilië, spelen op een WK, een transfer naar een topclub in Spanje of Italië en de UEFA Champions League winnen.

## Carrière

### São Paulo
Kaká debuteerde in januari 2001 in de hoofdmacht van São Paulo, waar de Braziliaan ook de jeugd doorliep. Hij speelde 55 wedstrijden in zijn eerste jaar voor São Paulo en kwam daarin tot zeventien wedstrijden. In zijn tweede seizoen schroefde hij zijn doelpuntenaantal op naar 23 in 48 wedstrijden. Hij zou de eerste seizoenshelft van het seizoen 2003 meedoen en nog tot zeven goals komen in 22 wedstrijden. In tweeënhalf jaar kwam Kaká tot 125 wedstrijden en 47 goals.

### AC Milan

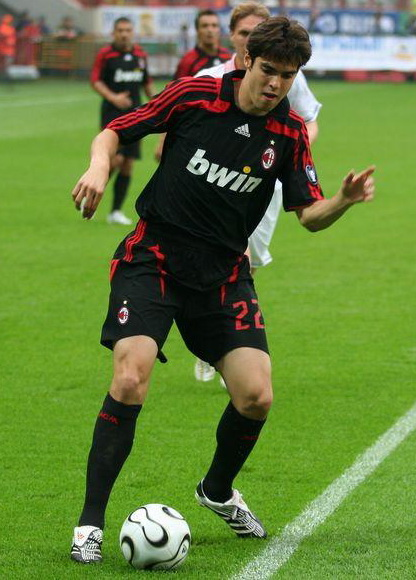
Kaká in Moskou in actie voor AC Milan in 2007.

In juli 2003 nam AC Milan Kaká voor 6,5 miljoen euro over, op aanraden van Leonardo, voormalig Braziliaans international en destijds bestuurslid bij de Milanese club. Hij maakte op 1 september tegen US Ancona zijn debuut voor AC Milan en debuteerde diezelfde maand tegen Ajax ook in de Champions League. Binnen een maand kreeg hij de voorkeur boven Rui Costa op de plek van aanvallende middenvelder achter spitsen Jon Dahl Tomasson, Filippo Inzaghi en Andrij Sjevtsjenko. Hij scoorde op 5 oktober in de stadsderby tegen Internazionale zijn eerste treffer voor AC Milan. In zijn eerste seizoen werd hij gelijk kampioen van Italië en hij had daar met tien goals en vijf assists een flink aandeel in. Kaká was dat jaar voetballer van het jaar in de Serie A en eindigde als vijftiende in de Ballon d'Or-verkiezing en tiende in de verkiezing van FIFA World Player of the Year, die respectievelijk gewonnen werden door ploeggenoot Shevchenko en landgenoot Ronaldinho.
In zijn tweede seizoen maakte Kaká deel uit van een vijfmansmiddenveld, waarbij Kaká een soort schaduwspits was achter Shevchenko. Hij werd op het middenveld ondersteund door Gennaro Gattuso, Massimo Ambrosini en Clarence Seedorf voor de verdediging en Rui Costa of Andrea Pirlo als spelmaker. Milan begon het seizoen met het winnen van de Supercoppa tegen SS Lazio. In de Champions League was Kaká de belangrijkste speler die Milan naar de finale leidde, met twee goals en vijf assists in aanloop naar de finale. Deze wordt sindsdien het Mirakel van Istanbul genoemd, omdat Milan in de rust met 3-0 voorstond. Kaká was de beste speler van de eerste helft: hij versierde de vrije trap waaruit de openingstreffer van Paolo Maldini viel, stond aan de basis van de 2-0 van Hernán Crespo en gaf de assist op de derde treffer, opnieuw van Crespo. Na rust kwam Liverpool echter terug tot 3-3 en na penalty's won Liverpool FC. Kaká benutte zelf zijn strafschop, maar zag ploeggenoten Serginho, Pirlo en Shevchenko missen. Kaká werd opnieuw genomineerd voor de Ballon d'Or en de FIFA World Player of the Year, maar eindigde respectievelijk als negende en achtste. 

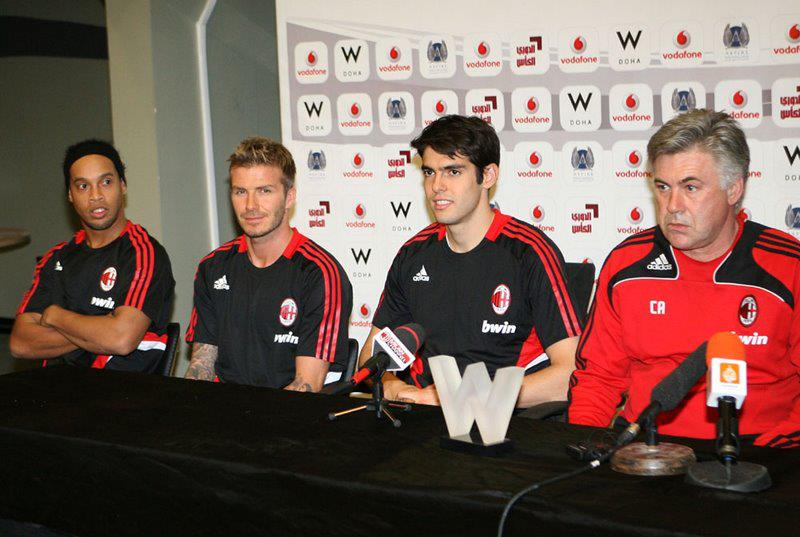
Kaká in 2009 bij een persconferentie van AC Milan samen met Ronaldinho, David Beckham en trainer Carlo Ancelotti.

Op 9 april 2006 scoorde Kaká tegen Chievo Verona voor het eerst in zijn carrière een hattrick. Milan eindigde als tweede in de Serie A, terwijl Kaká zeventien competitiegoals scoorde. Maar na het omkoopschandaal kreeg Milan dertig punten aftrek, waardoor het derde eindigde. Hij werd opnieuw genomineerd voor de Ballon d'Or en de FIFA World Player of the Year, maar eindigde respectievelijk als elfde en zevende. Op 2 november 2006 scoorde hij tegen RSC Anderlecht zijn eerste Champions League-hattrick. Hij werd dat seizoen topscorer van de competitie met tien goals. Ook bereikte hij voor de tweede keer de finale, opnieuw tegen Liverpool FC. Die werd op 23 mei 2007 verslagen. Hij was goed voor een assist voor de tweede treffer van Inzaghi en versierde de vrije trap waaruit de openingstreffer viel. Hij werd verkozen tot UEFA Club Voetballer van het Jaar en maakte deel uit van het UEFA Team of the Year. 

Kaká begon het seizoen 2007/08 met het winnen van de UEFA Super Cup tegen Sevilla, waarbij hij de derde en laatste goal maakte. Hij speelde op 30 september tegen Catania zijn 200'ste wedstrijd voor Milan. Op 5 oktober werd hij verkozen tot FIFPro World Player of the Year en werd hij voor de tweede keer in zijn carrière opgenomen in het FIFPRO World XI. Op 2 december won hij als achtste Milan-speler de Ballon d'Or. Hij won met 444 stemmen en liet daarmee Cristiano Ronaldo en Lionel Messi achter zich. Twee weken later won Kaka het wereldkampioenschap voetbal voor clubs door de finale te winnen van CA Boca Juniors. Kaka scoorde hierin de derde treffer in een 4-2 overwinning en gaf bovendien twee assists. Hij ontving de Gouden Bal voor speler van het toernooi. Een dag later werd hij verkozen tot FIFA World Player of the Year met 1047 stemmen, ten opzichte van 504 voor Messi en 426 voor Ronaldo. In januari 2008 werd Kaká voor de tweede keer verkozen tot Serie A Speler van het Jaar. Op 29 februari 2008 verlengde hij zijn contract tot de zomer van 2013. Dat seizoen scoorde Kaká vijftien goals in de Serie A. In zijn laatste seizoen, na de komst van landgenoot Ronaldinho, kwam hij tot zestien competitiegoals, waarmee hij eindigde op 269 wedstrijden en 95 goals in zes seizoenen.

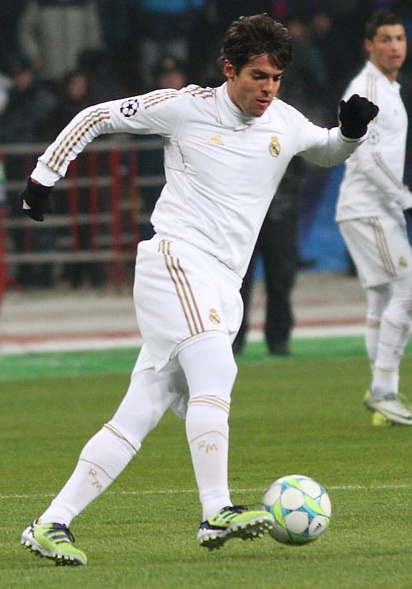
Kaká spelend voor Real Madrid in februari 2012.

### Real Madrid
Kaká tekende op 9 juni 2009 bij Real Madrid. Hij kwam over voor een bedrag van naar verluidt 65 miljoen euro en tekende voor zes seizoenen. Hiermee was hij op dat moment de op een na duurste voetballer aller tijden, achter Zinédine Zidane. Hij maakte op 29 augustus tegen Deportivo La Coruña zijn debuut voor Real in een 3-2 overwinning. In de volgende competitiewedstrijd tegen RCD Espanyol was hij goed voor zijn eerste twee assists in Spaanse dienst. Zijn eerste goal voor Real maakte op hij op 23 september tegen Villarreal. Op 21 februari 2010 was hij, opnieuw tegen Villarreal, goed voor twee goals in een 6-2 overwinning. Kaká was goed voor negen goals en twaalf assists in zijn eerste seizoen, maar veroverde geen prijzen met Real. 
Kaká miste het eerste halfjaar van zijn tweede seizoen in Madrid door een langlopende blessure aan zijn linkerknie waaraan hij geopereerd moest worden. Na acht maanden maakte Kaká op 3 januari 2011 tegen Getafe als invaller voor Karim Benzema zijn rentree voor Real. Een week later was hij meteen weer goed voor een goal en een assist tegen zijn favoriete tegenstander Villarreal. Op 23 april was hij, na een korte blessure in maart, goed voor twee goals en twee assists in een 6-3 overwinning op Valencia. Dat jaar werd Real opnieuw tweede in de competitie, wel won het de Copa del Rey-finale tegen FC Barcelona. Kaká kwam die wedstrijd niet in actie. Dat seizoen kwam Kaká tot slechts veertien competitiewedstrijden, waarin hij wel goed was voor zeven goals en vijf assists. 
Kaká begon zijn derde seizoen bij Real uitstekend met een goal en een assist in zowel de eerste competitiewedstrijd tegen Real Zaragoza als zijn eerste Champions League-wedstrijd tegen Ajax. Dat seizoen won Kaká voor de eerste keer de La Liga, met een recordaantal punten (100). Kaká was daarin belangrijk met vijf goals en tien assists en kwam in alle competities tot acht goals en zestien assists. Kaká begon zijn vierde en laatste seizoen bij Real met het winnen van de Supercopa de España tegen FC Barcelona. Dat seizoen was hij geregeld bankzitter. Wel werd hij op 4 december tegen Ajax de Braziliaanse topscorer aller tijden in de Champions League, aangezien hij in die wedstrijd als aanvoerder de 3-0 scoorde en daarmee zijn 28'ste in die competitie. Op 12 januari 2013 tegen CA Osasuna pakte Kaká als invaller binnen achttien minuten twee gele en dus een rode kaart. Opnieuw werd Real tweede in de competitie en werd het voortijdig uitgeschakeld in de beker en Champions League. In augustus 2013 gaf Kaká aan dat hij zeer ontevreden was bij Real Madrid omdat hij geen speeltijd kreeg en diende hij een transferverzoek in bij De Koninklijke. Hij speelde in totaal 120 wedstrijden voor Real Madrid, waarin hij goed was voor 29 goals en 39 assists.

### AC Milan
Op deadlineday van de zomer van 2013 keerde Kaká transfervrij terug bij AC Milan. Hij ging opnieuw met rugnummer 22 spelen en tekende een contract voor twee seizoenen. Hij werd ook vice-aanvoerder achter Riccardo Montolivo. Hier maakte hij op 14 september tegen Torino FC zijn rentree. Hij raakte wel meteen geblesseerd die wedstrijd en besloot geen salaris te willen ontvangen tot hij weer fit was. Dat was op 19 oktober tegen Udinese, toen hij als invaller weer in het veld kwam. Drie dagen later was Kaká in de Champions League-wedstrijd tegen FC Barcelona goed voor een assist op landgenoot Robinho. Op 30 oktober scoorde Kaká tegen SS Lazio zijn eerste goal van het seizoen. Op 7 januari 2014 scoorde Kaká tegen Atalanta Bergamo zijn 100'ste doelpunt in dienst van AC Milan. Als aanvoerder was hij die wedstrijd ook nog goed voor zijn 101'ste goal, terwijl hij ook de assist gaf op de derde goal van de wedstrijd, gemaakt door Bryan Cristante. Op 11 maart scoorde hij tegen Atlético Madrid in het Estadio Vicente Calderón, waarmee hij drie seizoenen lang de laatste speler was die in dat stadion scoorde tegen Atlético in een knockout-wedstrijd in de Champions League. Op 29 maart speelde Kaká tegen Chievo Verona zijn 300'ste wedstrijd voor AC Milan en was hij goed voor twee goals in een 3-0 overwinning. 
In juni 2014 werd duidelijk dat Kaká in verregaande onderhandelingen was met Orlando City om het team in januari 2015 te versterken, wanneer zij hun opwachting zouden maken in de MLS. Aan het einde van die maand werd het contract van Kaká met AC Milan met wederzijdse instemming ontbonden, omdat AC Milan zich niet had gekwalificeerd voor enige Europese competities. Hij speelde in totaal 307 wedstrijden voor AC Milan, waarin hij goed was voor 104 goals en 81 assists. Daarmee staat hij in de topvijf van buitenlandse spelers met de meeste wedstrijden voor AC Milan, achter Clarence Seedorf, Nils Liedholm, Karl-Heinz Schnellinger en Andriy Shevchenko. Hij is bovendien op de lijst van all-time topscorers nummer 8, net onder Marco van Basten en verder onder meer Filippo Inzaghi en Shevchenko boven zich. 

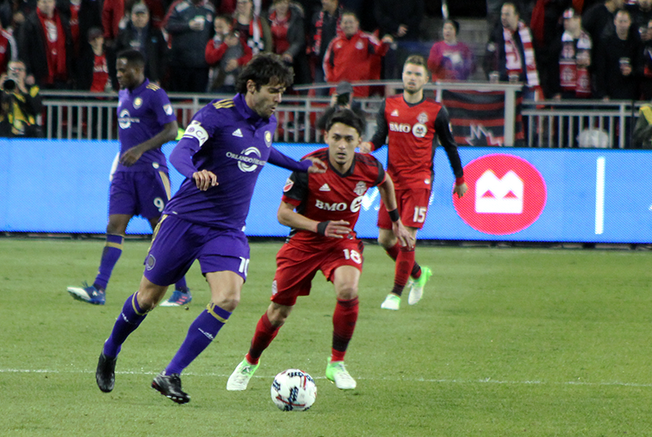
Kaká tegen Toronto FC in mei 2017

### Orlando City
Op 1 juli 2014 nam Orlando City Kaká over van AC Milan voor ongeveer zes miljoen euro. Hij verklaarde dat hij altijd al had willen spelen in Amerika en noemde Braziliaanse eigenaar Flavio Augusto da Silva als reden om te tekenen. Hij werd meteen de meest betaalde speler in de geschiedenis van de MLS, met een jaarsalaris van $6.6 miljoen en een gegarandeerde compensatie van $7.2 miljoen. Een dag later na zijn komst verhuurde Orlando City Kaká aan São Paulo, de club waar hij tussen 2001 en 2003 al had gespeeld, tot de competitie in Amerika zou beginnen. Hij kwam tot 29 wedstrijden en vier goals in een halfjaar tijd. In december keerde hij terug bij Orlando City. 
Op 8 maart 2015 maakte Kaká als aanvoerder tegen New York City zijn debuut voor Orlando City. Met een directe vrije trap scoorde hij de gelijkmaker in een 1-1 gelijkspel. Hij kwam tot tien goals en zes assists in 30 wedstrijden, maar eindigde als veertiende. Halverwege het seizoen was hij de aanvoerder in de MLS All-Star Game, waarin ook onder meer David Villa, Steven Gerrard, Frank Lampard en Robbie Keane meededen. Nadat hij door een blessure de eerste drie wedstrijden van zijn tweede seizoen moest missen, maakte hij op 4 april 2016 met één goal en twee assists zijn return. Dat seizoen kwam hij tot negen goals en negen assists in 24 wedstrijden. Ook in zijn derde seizoen moest hij beginnen met een blessure, maar hij kwam tot 24 wedstrijden, waarin hij tot zes goals en vier assists kwam.
Kaká speelde op 15 oktober 2017 zijn laatste wedstrijd voor Orlando City, waar hij in drie seizoenen tot 78 wedstrijden, 25 goals en negentien assists kwam. Op 17 december 2017 kondigde Kaká via social media het einde van zijn voetballoopbaan aan.

## Clubstatistieken
| Seizoen         | Club            | Competitie       | Competitie | Competitie | Beker | Beker | Internationaal | Internationaal | Overig | Overig | Totaal | Totaal |
| Seizoen         | Club            | Competitie       | Wed.       | Dlp.       | Wed.  | Dlp.  | Wed.           | Dlp.           | Wed.   | Dlp.   | Wed.   | Dlp.   |
| --------------- | --------------- | ---------------- | ---------- | ---------- | ----- | ----- | -------------- | -------------- | ------ | ------ | ------ | ------ |
| 2001            | São Paulo       | Série A          | 27         | 12         | 7     | 1     | 5              | 0              | 16     | 4      | 55     | 17     |
| 2002            | São Paulo       | Série A          | 22         | 9          | 9     | 6     | 0              | 0              | 17     | 8      | 48     | 23     |
| 2003            | São Paulo       | Série A          | 10         | 2          | 5     | 0     | 0              | 0              | 7      | 5      | 22     | 7      |
| Club totaal     | Club totaal     | Club totaal      | 59         | 23         | 21    | 7     | 5              | 0              | 40     | 17     | 125    | 47     |
| 2003/04         | AC Milan        | Serie A          | 30         | 10         | 4     | 0     | 10             | 4              | 1      | 0      | 45     | 14     |
| 2004/05         | AC Milan        | Serie A          | 36         | 7          | 1     | 0     | 12             | 2              | 1      | 0      | 50     | 9      |
| 2005/06         | AC Milan        | Serie A          | 35         | 14         | 2     | 0     | 12             | 5              | 0      | 0      | 49     | 19     |
| 2006/07         | AC Milan        | Serie A          | 31         | 8          | 2     | 0     | 15             | 10             | 0      | 0      | 48     | 18     |
| 2007/08         | AC Milan        | Serie A          | 30         | 15         | 0     | 0     | 8              | 2              | 3      | 2      | 41     | 19     |
| 2008/09         | AC Milan        | Serie A          | 31         | 16         | 1     | 0     | 4              | 0              | 0      | 0      | 36     | 16     |
| Club totaal     | Club totaal     | Club totaal      | 193        | 70         | 10    | 0     | 61             | 23             | 5      | 2      | 269    | 95     |
| 2009/10         | Real Madrid     | Primera División | 25         | 8          | 1     | 0     | 7              | 1              | 0      | 0      | 33     | 9      |
| 2010/11         | Real Madrid     | Primera División | 14         | 7          | 3     | 0     | 3              | 0              | 0      | 0      | 20     | 7      |
| 2011/12         | Real Madrid     | Primera División | 27         | 5          | 4     | 0     | 8              | 3              | 1      | 0      | 40     | 8      |
| 2012/13         | Real Madrid     | Primera División | 19         | 3          | 2     | 1     | 6              | 1              | 0      | 0      | 27     | 5      |
| Club totaal     | Club totaal     | Club totaal      | 85         | 23         | 10    | 1     | 24             | 5              | 1      | 0      | 120    | 29     |
| 2013/14         | AC Milan        | Serie A          | 30         | 7          | 1     | 0     | 6              | 2              | 0      | 0      | 37     | 9      |
| Club totaal*    | Club totaal*    | Club totaal*     | 223        | 77         | 11    | 0     | 67             | 25             | 5      | 2      | 306    | 104    |
| 2014            | São Paulo       | Série A          | 19         | 2          | 10    | 2     | 0              | 0              | 0      | 0      | 29     | 4      |
| Club totaal*    | Club totaal*    | Club totaal*     | 78         | 25         | 31    | 9     | 5              | 0              | 40     | 17     | 154    | 51     |
| 2015            | Orlando City    | MLS              | 28         | 9          | 2     | 1     | 0              | 0              | 0      | 0      | 30     | 10     |
| 2016            | Orlando City    | MLS              | 24         | 9          | 0     | 0     | 0              | 0              | 0      | 0      | 24     | 9      |
| 2017            | Orlando City    | MLS              | 23         | 6          | 1     | 0     | 0              | 0              | 0      | 0      | 24     | 6      |
| Club totaal     | Club totaal     | Club totaal      | 75         | 24         | 3     | 1     | 0              | 0              | 0      | 0      | 78     | 25     |
| Carrière totaal | Carrière totaal | Carrière totaal  | 461        | 149        | 55    | 11    | 96             | 30             | 46     | 19     | 658    | 209    |

## Interlandvoetbal

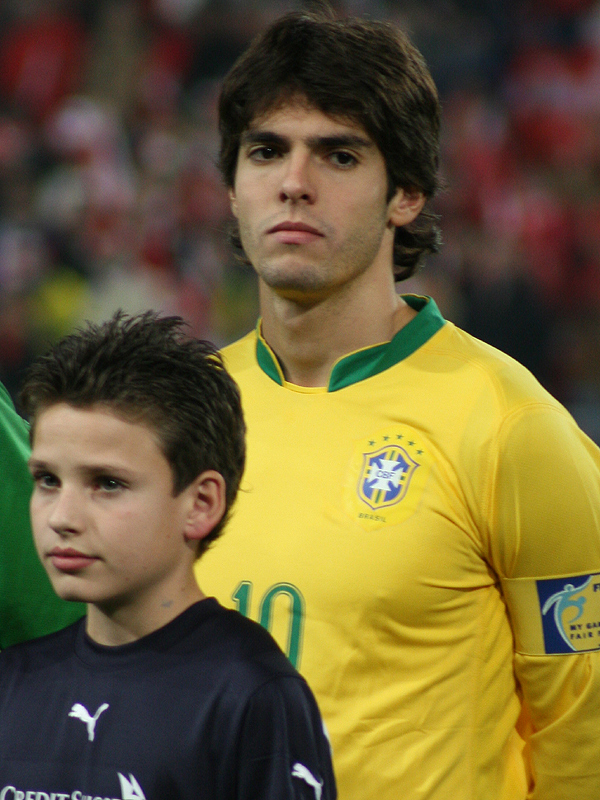
Kaká als Braziliaans international in november 2006.

Kaká was sinds 31 januari 2002 Braziliaans international. Hij maakte zijn debuut tijdens de 6–0 gewonnen wedstrijd tegen Bolivia, maar wist zelf niet te scoren. Op 7 maart 2002, tijdens zijn tweede interland, maakte hij zijn eerste doelpunt. Mede daardoor won Brazilië met 6–1 van IJsland. In 2002 was hij voor het WK 2002 geselecteerd. Tijdens dat toernooi kwam Kaká alleen tijdens de groepswedstrijd tegen Costa Rica in actie; negentien minuten voor tijd verving hij Rivaldo. Deze wedstrijd eindigde in een 5–2 winst, maar Kaká viel te laat in om een rol te spelen bij een van de doelpunten. In de finale tegen Duitsland zou hij kort tegen het einde invallen, maar de scheidsrechter had dit niet door en heeft Kaká dus nooit het veld laten betreden in de finale. Wel kon Kaká na het laatste fluitsignaal meteen feest gaan vieren; Brazilië was wereldkampioen. 
Een jaar later was Kaká de aanvoerder tijdens de Gold Cup 2003. In de kwartfinale tegen Colombia was Kaká voor het eerst goed voor twee interlandgoals, terwijl hij in de halve finale tegen Verenigde Staten zijn derde goal op het toernooi maakte. In de finale werd echter na verlenging verloren van Mexico. Twee jaar later wist Kaká opnieuw een toernooi te winnen, ditmaal de Confederations Cup 2005. Bij dit toernooi was hij een van de sterspelers. In de finale tegen Argentinië was hij goed voor de 2-0 in een 4-1 overwinning. 
Kaká werd opnieuw geselecteerd voor het WK 2006 en kreeg ditmaal meer speeltijd. Hij maakte het beslissende Braziliaanse doelpunt in de eerste wedstrijd tegen Kroatië, zijn eerste doelpunt op een WK. Hij speelde op het WK in 2006 alle wedstrijden, dus tegen Kroatië (1–0 winst), Australië (2–0 winst), Japan (4–1 winst, in de 71e minuut gewisseld voor Zé Roberto), Ghana (3–0 winst, één assist) en Frankrijk (0–1 verlies). De volgende zomer zegde hij af voor de Copa América van 2007, omdat hij naar eigen zeggen te vermoeid was na drie jaar geen vakantie te hebben gehad.
Tijdens de Confederations Cup 2009 was Kaká opnieuw een van de belangrijkste spelers. Hij was goed voor twee goals in de openingswedstrijd tegen Egypte, die met 4-3 gewonnen werd. Dat toernooi wist Brazilië ook te winnen en Kaká speelde bijna alle mogelijke minuten dat toernooi. 
Op het WK in 2010 werd Kaká met Brazilië eerste in groep G. Brazilië zat in de poule bij Noord-Korea (2–1 winst), Ivoorkust (3–1 winst, twee assists) en Portugal (0–0). Tegen Ivoorkust leverde Kaká een belangrijke bijdrage met zijn twee assists, maar werd hij vlak voor tijd van het veld gestuurd na een discutabele tweede gele kaart. Hierdoor miste Kaká de wedstrijd tegen Portugal. Tegen Chili was Kaká wel weer speelgerechtigd en gaf hij een assist. Brazilië won deze wedstrijd eenvoudig met 3–0. In de kwartfinale verloren de Brazilianen van Nederland met 2–1, ondanks een prachtige poging van Kaká die uit de kruising werd gehaald door doelman Maarten Stekelenburg.
Vervolgens miste Kaká meer dan twee jaar alle interlands van Brazilië. Op 11 oktober 2012 maakte hij met een goal en assist tegen Irak zijn rentree. Hij miste de Confederations Cup 2013, WK 2014 en de Copa América 2015 en kwam alleen sporadisch in oefenwedstrijden in actie. Op 30 mei 2016 speelde hij zijn 92'ste en laatste interland voor Brazilië, als invaller voor Philippe Coutinho tegen Panama. 

## Erelijst
| Competitie              | Aantal    | Jaren      |
| São Paulo               | São Paulo | São Paulo  |
| ----------------------- | --------- | ---------- |
| Torneio Rio-São Paulo   | 1x        | 2001       |
| AC Milan                |           |            |
| Mondiaal                |           |            |
| FIFA Club World Cup     | 1x        | 2007       |
| Continentaal            |           |            |
| UEFA Champions League   | 1x        | 2006/07    |
| UEFA Super Cup          | 1x        | 2007       |
| Nationaal               |           |            |
| Serie A                 | 1x        | 2003/04    |
| Supercoppa Italiana     | 1x        | 2004       |
| Real Madrid             |           |            |
| Primera División        | 1x        | 2011/12    |
| Copa del Rey            | 1x        | 2010/11    |
| Supercopa de España     | 1x        | 2012       |
| Brazilië                |           |            |
| FIFA WK                 | 1x        | 2002       |
| FIFA Confederations Cup | 2x        | 2005, 2009 |

| Individueel                                                                          |    |            |
| Bola de Ouro                                                                         | 1x | 2002       |
| Beste speler van de Serie A                                                          | 1x | 2004       |
| Serie A Beste Buitenlandse Speler van het Jaar                                       | 2x | 2004, 2006 |
| beste middenvelder in de UEFA Champions League                                       | 1x | 2005       |
| topscorer van de UEFA Champions League                                               | 1x | 2006/07    |
| Beste aanvaller van de UEFA Champions League                                         | 1x | 2006/07    |
| FIFPro World XI                                                                      | 2x | 2006, 2007 |
| UEFA Clubvoetballer van het Jaar                                                     | 1x | 2007       |
| Beste voetballer ter wereld, verkozen door de profvoetballers aangesloten bij FIFPro | 1x | 2007       |
| Ballon d'Or                                                                          | 1x | 2007       |
| Wereldvoetballer van het jaar                                                        | 1x | 2007       |
| Beste speler van de Confederations Cup                                               | 1x | 2009       |

## Privé

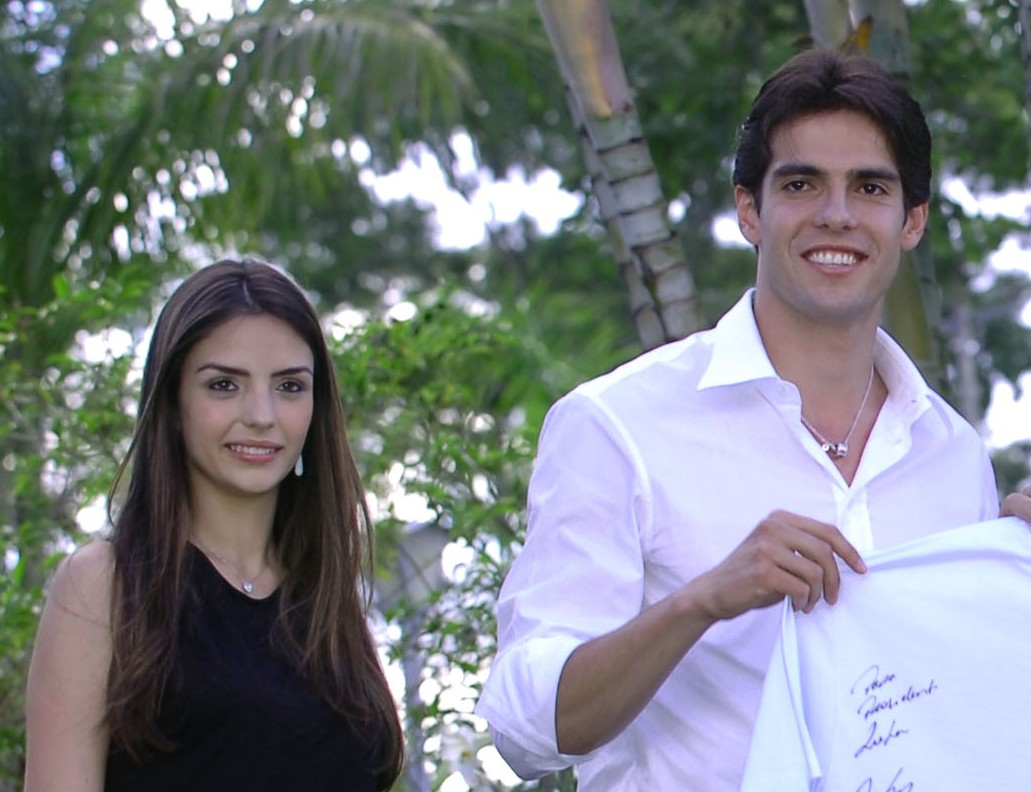
Kaká in 2007 met zijn toenmalige vrouw Caroline Celico.

Kaká trouwde in 2005 met de Braziliaanse Caroline Celico en heeft twee kinderen, een zoon en een dochter. In november 2014 kwam na negen jaar een einde aan Kaká's huwelijk.

## Overig
- Pelé heeft Kaká ooit eens omschreven als "Een combinatie van Braziliaanse techniek met Europese kracht".[bron?]
- Kaká was te zien in reclamecampagnes van bedrijven als Adidas en Armani.
- Kaká verkreeg op 12 februari 2007 ook de Italiaanse nationaliteit. Hij behield daarnaast de Braziliaanse.[5]
- Hij drinkt het liefst water.[6]
- Drugs en discotheken trekken hem niet.[6]
- Kaká speelde bij Real Madrid met rugnummer 8, omdat zijn zoon op 8 juni 2008 geboren is.
- Kaká's makelaar is Diogo Kotcho.
- Zijn jeugdidool was Raí, een Braziliaans international en wereldkampioen.[7]
- Kaká staat op de cover van de voetbalspellen FIFA 11 en FIFA 12.